# 手塚治虫
手塚治虫（日语：／ Tezuka Osamu，1928年11月3日—1989年2月9日），本名手塚治（日语：／ Tezuka Osamu，讀音與筆名相同），是一名日本漫画家、插畫家、动画制作人、医学博士，現代日本動畫的創立者，被譽為「日本漫畫之父」、「漫畫教父」和「漫畫之神」。
手塚出生於大阪府，他畢業於大阪帝國大學附屬醫學專業部1947年，他以《新寶島》開啟了日本的漫畫革命，成為了第二次世界大戰後日本漫畫的領軍人物，並以其豐富的作品、開創性的技巧和對各種類型的創新定義而聞名，他的作品包括最有影響力、成功且受歡迎的漫畫系列，如面向兒童客群的《原子小金剛》、《三眼神童》《緞帶騎士》和《小白獅》，以及面向成人的系列《怪醫黑傑克》、《多羅羅》和《火之鳥》，這些作品都贏得了多個獎項，包括授予勳等、瑞寶章等證明。
手塚治虫於1989年因胃癌去世。他作品並深深影響了日本文化及許多新生代漫畫家，一座位於寶塚的博物館致力於紀念他的生平和作品。

## 生平

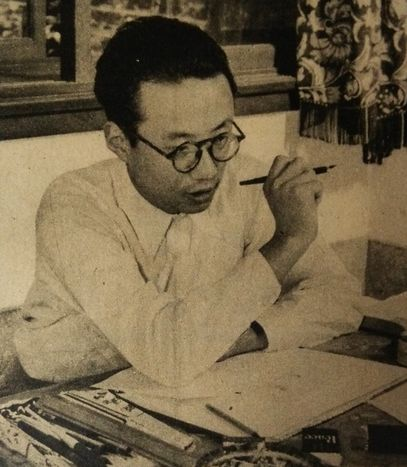
1953年的手塚治虫

1928年生於日本大阪府丰能郡丰中町（今豐中市），是日爲明治天皇誕辰，故得本名手塚治。五歲時舉家搬遷至兵庫縣川邊郡小濱村（今寶塚市御殿山。自幼喜爱昆虫，故于1939年取了「手冢治虫」的笔名，把本名「治」改成日語同音的「治虫」，與步行虫諧音。原名手塚治用於医学家名義。他也是日本第一位導入助手制度與企業化經營的漫畫家，對於日後日本漫畫的啟蒙有著極大的推動作用。
1945年進入大阪大学附属医学专门部，1951年畢業，隔年通過醫師國家考試。1961年於奈良縣立醫科大學以《在異型精子細胞中膜構造的電子顯微鏡研究》論文获得医学博士学位。自1946年起在《少国民新闻》（现《每日小学生新闻》）上连载四格漫画《小马的日记》，从此走上漫画之路。1947年，根据酒井七马原作改编的漫画《新宝岛》发行，该作将大量电影拍摄法引入漫画，一经推出就受到欢迎，人们由此开始接受"新漫画"的概念。此后陆续创作出《森林大帝》、《原子小金剛》、《怪醫黑傑克》、《海王子》、《三眼神童》等大量脍炙人口的长篇作品，屡次获得各种奖项，其中的《蓝宝石王子》是公认的日本第一部少女故事漫画。1967年开始连载的探讨生命奥秘的作品《火之鳥》，是其创作生涯的巅峰之作，至他临终时，作品最后一章《现代篇》仍未完成。1961年成立「手冢治虫製作动画部」，翌年以「虫制作公司」的名义开始活动，日本第一部多集TV动画原子小金剛、第一部彩色多集TV动画森林大帝、第一部长达2小时的電視动画特辑《100万年地球之旅 班達之書》等一大批优秀的动画作品均诞生于此。晚年时制作的各种实验性动画在国际社会上得到很高的评价。
1989年2月9日，手冢治虫于日本东京都千代田区麹町半藏门医院逝世，享壽60岁。

## 年表
- 1928年－大阪府丰能郡丰中町（现在的丰中市）出生。
- 1933年－5岁时，搬到兵库县川邊郡小滨村（现在的宝塚市）居住。
- 1935年－入讀池田師範附屬小學（今大阪教育大學附屬池田小學）。
- 1941年－入讀大阪府立北野中學（今大阪府立北野高級中學）。
- 1945年－於北野中學畢業，入讀大阪帝國大學（今大阪大學）附屬醫學專門學部。
- 1946年－《小马日记》於1月4日初次於《少國民新聞》連載。
- 1947年－與漫畫家酒井七馬共同發表二百頁長篇漫畫《新寶島》，廣獲好評。
- 1951年－留級1年，於大阪大学附屬醫學專門學部畢業。
- 1952年－取得醫師執照。
- 1953年－搬到東京都豐島區。
- 1959年－與岡田悦子結婚。
- 1961年－在奈良县立医科大学取得医学博士学位；同年，長子手塚真出生。
- 1963年－最早的日本电视动画《原子小金剛》于1月1日在富士电视台开播。
- 1964年－長女手塚留美子出生。
- 1965年－最早的日本彩色电视动画《森林大帝》于10月6日在富士电视台开播。
- 1968年－成立手塚製作。
- 1973年－虫制作公司倒闭；同年，《怪醫黑傑克》开始连载。
- 1975年－《怪醫黑傑克》获得第4次日本漫畫家協會獎奖特别优秀奖。
- 1989年－因胃癌去世於半藏門醫院，享壽61岁，法號為「伯藝院殿覺圓蟲聖大居士」。死後獲頒「勳三等瑞寶章」。
- 1990年－全部作品获得第19次日本漫画家协会奖文部大臣奖。
- 1994年－兵库县宝塚市的宝塚市立手塚治虫纪念馆开幕。

## 作品名单

### 少年类
- 火之鳥（未完成）（日语：火の鳥）
  - 黎明篇（漫畫少年版）、未來篇、大和篇、宇宙篇、鳳凰篇、復活篇、羽衣篇、望郷篇、亂世篇、生命篇、異形篇、太陽篇、埃及篇、希臘篇、羅馬篇
- 怪醫黑傑克（日语：ブラック・ジャック，英语：Black Jack，舊譯：怪医秦博士）
- 三眼神童（日语：三つ目がとおる，港译：三眼小子，台灣舊譯：怪童小精靈）
- 原子小金剛（日语：鉄腕アトム，大陆译：铁臂阿童木，港译：小飛侠阿童木，台译：原子小金剛，英譯：AstroBoy）
- 森林大帝（日语：ジャングル大帝，港译：小白獅，新加坡译：小白狮，台灣舊譯：小獅王）
- 小白狮别卷（日语：レオちゃん）
- 多羅羅（日语：どろろ，港译：怪侠多羅羅）
- 海王子（日语：海のトリトン/青いトリトン）
- 零人（日语：0マン）
- 森林魔境（日语：ジャングル魔境）
- 吸血鬼在日本（日语：ドン・ドラキュラ）
- 狼人傳說（日语：バンパイヤ）
- 百變貝隆加（日语：ブルンガ一世）
- 鬼丸大将（日语：鬼丸大将）
- 手塚少年挚友（日语：ゴッドファーザーの息子）
- 溶岩大使（日语：マグマ大使，港译：火箭人金達，又名：火箭大使）
- 白色领航员（日语：白いパイロット，英语：The White Pilot）
- 肯恩队长（日语：キャプテンKen，英语：Captain Ken，港译：無敵隊長）
- 忍者猿飞（日语：おれは猿飛だ）
- 新宝島（日语：新宝島，英译：New Treasure Island）
- 七色鹦哥（日语：七色いんこ，台译：七色鸚哥）
- 大X超人（日语：ビッグX）
- 神秘洞（日语：ザ・クレーター）
- 大都会（日语：メトロポリス，英语：Metropolis）
- 鳥人大系（日语：鳥人大系）
- 罪与罚（日语：罪と罰）
- 乱世三娘（日语：一輝まんだら）
- 壮志骄阳（日语：どろんこ先生）
- 发条苹果（日语：時計仕掛けのりんご）
- 地底国怪人（日语：地底国の怪人）
- 铁臂之歌（日语：鉄の旋律）
- 洛克冒险记（日语：ロック冒険記）
- 日本发狂（日语：日本発狂）
- 午夜計程車（日语：ミッドナイト）
- 玲瓏三勇士（日语：ミクロイドS，包括《ミクロイド》和《ミクロイドZ》）
- 魔神加农（日语：魔神ガロン）
- 手塚之家（日语：マコとルミとチイ）
- 紙堡（日语：紙の砦）
- 冲天灵犬（日语：フライングベン）
- 电影万岁（日语：フィルムは生きている）
- 不文狂想曲（日语：フースケ）
- 魔马（日语：ボンバ！）
- 火之山（日语：火の山）
- 阿童木大使（日语：アトム大使）
- 诺曼王子（日语：ノーマン）
- 少年侦探（日语：ケン1探侦长）
- 阿拉伯之夜（日语：珍アラビアンナイト）
- NO.７（日语：ナンバー7）
- 三神奇（日语：W3（ワンダー・スリー），港译：银河特派员）
- 地球恶魔（日语：地球の恶魔）
- 新选组（日语：新選組）
- 惊奇博士（日语：スリル博士）
- 勇者大丹（日语：勇者ダン）
- 平原太平记（日语：平原太平記）
- 冒险狂时代（日语：冒険狂時代）
- 辨庆（日语：弁慶）
- 新世界之路（日语：新世界ルルー）
- 38 度线上的怪物（日语：38度線上の怪物）

### 四格漫画
- 小马日记（日语：マアちゃんの日記帳）

### 少女类
- 緞帶騎士（日语：リボンの騎士） 又譯：寶馬王子（東販版）、藍寶石王子（文化傳信）。
- 雙子騎士（日语：双子の騎士） 又譯：藍寶石王子別卷。
- 神奇糖（日语：ふしぎなメルモ）
- 天使之丘（日语：エンゼルの丘）
- 神奇独角马 又譯：小小独角兽。
- 天虹之堡（日语：虹のとりで）

### 成人类
- 阿波羅之歌（日语：アポロの歌）
- 佛陀（日语：ブッダ）
- 浮士德
- 桐人传奇（日语：きりひと賛歌，港译：狗面人）
- MW毒气风暴（日语：MW）
- 人間昆虫記
- 蒐集人種（日语：人間ども集まれ！）
- 新浮士德（日语：ネオ・ファウスト）（注：未完成的遗作）
- 迷幻少女（日语：ばるぼら）
- 奇子（日语：奇子）
- 三個阿道夫[1]（日语：アドルフに告ぐ）
- 太平洋X点（日语：太平洋Ｘポイント，英语：X-Point On The South Pacific）
- Alabaster (manga)（英语：透明人）（日语：アラバスター，英语：Alabaster）
- 修马力传奇（日语：シュマリ）
- 向陽之樹
- 上を下へのジレッタ
- 千面女郎I.L（日语：I.L）

### 兒童类
- 小羅普（日语：ロップくん，港译：精霊萬能侠）
- 我的孙悟空（日语：ぼくの孫悟空）
- ガムガムパンチ
- ジェッター・マルス
- 神奇独角马 (小学1年级学生版）（日语：ユニコ（小學１年生版））

### 集锦
- 小飛侠今昔物語（日语：アトム今昔物語）
- 手塚治虫短編集（日语：手塚治虫THE BEST）
- 手塚治虫恐怖短編集（日语：手塚治虫恐怖短編集）
- 虎之书（日语：タイガーブックス，港译：手塚治虫怪異漫畫）
- 猜疑集（日语：サスピション）
- 变形故事集（日语：メタモルフォーゼ）
- 手塚漫画大学（日语：漫画大学）
- 科幻世界（日语：ＳＦミックス）
- 莱欧物语（日语：ライオンブックス，另译：狮之书，港译：手塚治虫短篇漫画）

### 动画原作
- 悟空大冒险（日语：悟空の大冒険）
- 火鸟2772（日语：火の鳥2772 愛のコスモゾーン）
- 旧約 聖書物語（天地創造 十戒 イエスの誕生）
- 時空旅程10000年（タイムスリップ10000年プライム・ローズ）
- 大自然魔獸（大自然の魔獣バギ）
- 銀河探查2100年（銀河探査2100年 ボーダープラネット）

### 原案
- 寶馬神童（青いブリンク）

## 助手
- 福元一義（助手主任）
- 藤子·F·不二雄
- 藤子不二雄A
- 石森章太郎（石ノ森章太郎）《假面騎士》等）
- 三浦滿 1983年獲講談社漫畫獎得主（漫畫家，代表作《L&S》、《鄰家美眉》等）
- 村野守美（漫畫家，代表作《垣根の魔女》、《西遊記―石ザル冒険物語》、《草笛の季節》……
- 坂口尚[2]（漫畫家，代表作《星の動く音》《3月の風は3ノット》《12色物語（上·下）》《無限風船》《電飾の夜23:59発》《石の花（1~6）》《紀元ギルシア》《戦士の休息》《ともしび》《星降る夜》《月光シャワー》《VERSION》《あっかんべェ一休（1~4）》）
- 渡边淳（漫畫家，代表作《檸檬天使》）
- 高見真子（漫畫家，代表作《心愛的艾莉》）
- 寺泽武一（漫畫家，代表作《眼鏡蛇》、《悟空》、《武》、《BAT》、《鸦天狗卡布都》等）
- 小谷憲一（漫畫家，代表作《網球小子》、《DESIRE慾望》）
- 石坂啓（漫畫家、作家，代表作《比接吻更簡單》）
- 伴俊男（漫畫家，代表作《手塚治虫物語》）
- 三船毅志[3]（漫畫家，代表作有《多田等觀》）
- 池原重人
- 丰田有恒（虫制作文艺部）
- 石津嵐（虫制作文艺部）
- 辻真先（在许多动画作品以桂真佐喜的名字出现）
- 久松文雄（漫畫家，平成24年5月神道文化奨励賞得主，代表作《三梦伝》、《武と魂》等）

## 成就与影响

### 漫画之神
手塚治虫对现代日本漫画影响巨大的主要影响如下：
- 1947年《新宝岛》－发明以电影技巧来画漫画。采用变焦、广角、俯视等电影技术绘图，以分镜头的方式连接。摆脱以四格漫画和传统连环画的绘画方式。这种手法沿用至今。成为漫画的構图标准。
- 1953年《藍寶石王子》－被公认的第一部少女漫画，並奠定美少女的常見造型特徵（萌），如大眼睛和圓臉等。
- 1961年－“虫制作公司成立”－奠定了日本動畫界的发展方向。当时，美国动画界巨头迪士尼公司采用的是高成本、大制作类似“好莱坞”一样的制作方式。耗费庞大的资金、时间、人力才能制作一部作品。甚至一部动画就可以使一个工厂破产。而手塚治虫认为：只要故事好，就算是两张纸片也一样可以吸引人。着力刻画人物的内心，极大限度地节约制作成本。配合大量预定义的动作和CG来开发作品。最著名的就是口动、眨眼系统：眨眼三帧、说话三帧的模式。手塚治虫把每秒的繪畫幀數由迪士尼的24格壓縮成8格，並且使用大量重複動作、中特寫等來填充本來要仔細繪畫的畫面，大幅減低成本以保障公司的存亡。这种方式如今仍然被日本動畫界使用。甚至成为AVG游戏製作根本。至此：日本動畫成为能与美國動畫分庭抗禮的巨匠。美國動畫特点走大制作、大成本的道路；日本動畫则採用小成本、快产出的方式。
- 1963年发行的《原子小金剛》是日本第一部国产電視動畫，当时的收视率超过四成。这部電視動畫作品其实已经是比较完善的日本動畫的雏形。甚至有很多看来是习惯的东西也被保留下来，比如：一周播一次动画。
- 1969年的海王子是日本第一部正統西式奇幻漫畫，並成為第一部公認有深度的動畫原著，並發掘動畫監督新星富野喜幸。

### 紀錄片
日本放送協會為手塚治虫拍攝和製作紀錄片《漫畫之神：手塚治虫 創作的秘密》，於1986年1月10日在《NHK特集》節目播出。

### 錯誤的動畫瘟神說
手塚治虫（動畫業界）瘟神說是知名的謠言，讓「錯誤歷史」擴散出去的始作俑者之一，就是宮崎駿。
在批判過虫製作公司的幾部作品與手塚發言之後，宮崎這樣說明：「昭和38年（1963年），他以一集50萬日圓這樣的便宜價格開始製作日本第一部動畫《原子小金剛》。因為這樣的前例產生了弊害，造成後來動畫的製作費用經常性地低落。這本身是個不幸的開始，但我覺得是日本在達成經濟成長的過程當中遲早要發生的命運，只是恰好由手塚先生扣下了板機而已。」
手塚說過「55萬圓就好」雖然是事實（宮崎誤記為50萬日圓），但實際上並沒有便宜到這種程度。手塚社長之所以會說「55萬圓就好」，是因為他打聽說當時真人兒童節目的製作費大概是這個價碼。但是動畫要耗費真人節目的許多倍心力，這個價碼確實不可能。因此當時虫製作公司的職員與廣告代理商的負責人談判後，實際支付給虫製作公司的是155萬日圓。虫製作公司確實勞動環境糟糕，時常要持續熬夜。但虫製作公司在薪資方面，是給社員優渥待遇的。尤其最初期因為缺乏人才，必須從東映動畫等其他動畫製作公司挖角，會說「東映薪水多少，我們加倍給你」，依照社員說的價碼去給。
因此，當時還很少家庭擁有自用車，但虫製作公司的停車場卻排滿了社員的車子。「時常熬夜」，但「高薪」。
10年之後，虫製作公司於1973年倒閉，當時許多社員獨立出來，紛紛設立了自己的製作公司。他們之所以擁有足以創業的資金，就是因為薪水很高的緣故。
《原子小金剛》雖然光看電視台支付的放映權費用是虧損的，但因為副收入而帶來盈餘。這些盈餘都回饋給虫製作公司社員的薪水，給了社員足以獨立創業的薪資。是因為社員待遇良好，使得虫製作公司經營惡化，最終倒閉——。
這是虫製作公司的歷史概略。而這也表示，手塚治虫以低薪資要動畫工作者工作這點絕非事實。
宮崎駿說長篇動畫因為《原子小金剛》而無法好好製作，這不單是誤解事實，更是捏造。東映動畫的經營惡化、輕視長篇動畫而轉換路線的經營判斷，這些都不是手塚治虫負責的，自然不該擔負長篇動畫製作困難的罪名。

### 作品与思想
手塚治虫是多產的漫畫家，一生畫了約450部漫畫（一說700部），同時作品豐富多樣：兒童生活、科幻、偵探、歷史、傳說，文學、醫學、宗教、音樂、哲學等，除此之外還有數篇醫學論文。這些作品幾乎都影響後來的漫畫家的創作題材，不過這些作品取材和來源分為四大類：
1. 其它動漫作品影響：手塚治虫閱讀過大量的東西方動畫、漫畫及流行作品，並受許多漫畫、動畫大師，比如米特·格羅斯（Milt Gross）[6]、迪士尼、查理·卓別林[7][8]、麥克斯·弗萊舍畫室（Fleischer Studios）[9]。

萬籟鳴、文学、演劇、寶塚文化等的影響。
1. 社會環境：手冢治蟲曾受到二戰和日本思想變化的影響，作品常常凝重、深邃、帶有「求索」的心情，呼籲和平、反對戰爭。前者比如《佛陀》，後者比如《三個阿道夫》 這些作品在日本動漫乃至世界動漫都是非常少見，但的確也彌足珍貴。
2. 小說：手塚治虫改編不少的世界名著，比如《新浮士德》、《一千零一夜》、《三隻眼》等。經改編的作品有的保持原貌，但大多加上作者的思想。此外亦曾受聖座教廷之邀製作《舊約 聖書物語》，除了動畫，集英社並於1994年發行漫畫版，全3卷。
3. 職業和興趣：手塚治虫是醫學博士，喜歡昆蟲。於是創作《人間昆蟲記》、《BLACK JACK》（中文譯：《怪醫黑傑克》）等作品

### 影响
手塚治虫对日本漫画家们的影响巨大而深遠，幾乎所有的日本戰後時期的漫画家都是受手塚治虫作品启蒙，而當今許多日本青年也以他為精神支柱，投身漫畫家這一職業。比如鸟山明就曾经说过：儿时经常涂鸦老师（手塚治虫）的人物。
沙耶之歌的故事与手塚治创作的漫画火之鸟的复活篇有不少相似之处，而游戏主角某段对白亦有间接地提及火鸟。
- 手塚治虫的漫画的总销量已经超过1亿，许多形象（比如原子小金剛、黑傑克），不仅受到日本、亚洲动漫爱好者的喜爱。而且成为世界动漫明星。
- 手塚治虫对中国非常友好，称中国漫画家万籁鸣为兄。手塚治虫漫画《原子小金剛》成为最先进入中国动漫界的日本动画片之一。2000年，北京举办手塚治虫纪念馆（四天）的活动。
- 影響藤子不二雄、石之森章太郎、赤塚不二夫、水野英子、横山光輝、松本零士、永井豪、古谷三敏、大友克洋、辰巳嘉裕、萩尾望都、里中满智子、諸星大二郎、浦澤直樹、寺澤武一、安達充等漫畫家，他們多數是在學生時代讀過手塚治虫的漫畫，感受到強烈的衝擊並開始走向漫畫家一途。

### 死后评价
手塚治虫是在漫畫桌前，握著畫筆死去的。据说手塚治虫弥留时曾喃喃自语：“给我铅笔”，但这种说法并没有得到完全的确定。《火の鸟》是手塚治虫未完成的作品。
- 横山光辉著有《手塚治虫漫画大全》，大和书房《手塚治虫的世界》
- 菲律宾著名学者也对手塚治虫作出过很高的评价：“手塚治虫的作品里充满东方的智慧，以及对未来的思索。”

1990年，消除歧视黑人会因为《森林大帝》中将土著描写成很有攻击性而进行批评，之后的单行本加上解释的文字。（竹内オサム『戦後マンガ50年史』）

## 荣誉

### 日本勋章奖章
- 勋三等瑞宝章（1989年追授[11]）

### 奖项
注意：部分内容翻译日语的同条目章节，因編者的翻译水平，內容或仍須校对。全部獲獎經歷參照手塚官網
- 1958年－《びいこちゃん》、《漫画生物学》获第3届小学馆漫画奖。
- 1963年－《街角物语》获艺术节奖励奖，每日映画评选会大藤信仰奖，蓝带教育电影奖。
- 1966年－《森林大帝》获电视记者会特别奖。
- 1967年－《展览会的画》获艺术节奖励奖，大藤信郎獎，蓝带教育电影奖，《森林大帝》获威尼斯国际电影银狮奖，《原子小金剛》等，获放送批评恳谈会人物形象奖。
- 1970年－《火之鸟》获讲谈社出版文化奖。
- 1975年－《怪醫黑傑克》获日本漫画家协会特别奖。
- 1979年－ 严谷小波文艺奖。
- 1980年－《火之鸟2772》获拉斯维加斯电影节动画部门奖，圣地亚哥漫画墨水瓶（INK）奖。
- 1984年－《向陽之樹》获29届小学馆漫画奖、国际动画电影节最优秀奖和联合国教科文组织奖。
- 1985年－《破旧的胶片》，获第1届广岛动画电影节最优秀奖、国际动画电影节范畴最优秀奖。
- 1986年－《三個阿道夫》获讲谈漫画奖。
- 1988年－《森林的传说》获每日映画评选会大藤信郎奖和国际动画电影节CIFEJ奖。
- 1990年－ 获得第19届日本漫画家协会奖文部大臣奖，並于国立近代美馆舉办“手冢治虫”展。

## 外部連結
- 手塚治虫在豆瓣上的资料（简体中文）
- 手塚治虫官方网站 （页面存档备份，存于）（英文）（日語）
- 宝塚市立手塚治虫纪念馆 （页面存档备份，存于）（日語）
- 手塚治虫官方臉書 （页面存档备份，存于） （日語）
- 「倉田わたるのミクロコスモス」"手塚治虫漫画全集"解説総目録 （页面存档备份，存于）（日語）
- Google歴史收藏手塚治虫 （页面存档备份，存于）